# Nejc Pečnik
Nejc Pečnik (* 3. Januar 1986 in Dravograd, SFR Jugoslawien) ist ein slowenischer Fußballspieler.

## Karriere

### Verein
Pečnik erlernte das Fußball-ABC in seinem Heimatort bei NK Dravograd. 2002 wechselte er in die Jugendabteilung des slowenischen Erstligisten Publikum Celje. 2004 kam er zu seinem Debüt im Profifußball, als der Offensivspieler am 24. April 2004 im Ligaspiel gegen den FC Ljubljana eingesetzt wurde. In der Folgesaison kam er zu mehr Kurzeinsätzen, ohne jedoch zum Stammpersonal zu zählen. Nach Ablauf dieser Spielzeit konnte Pečnik mit Celje seinen ersten Titel feiern, wobei man sich im Wettbewerb um den nationalen Pokal durchsetzen konnte. Zur Saison 2005/06 setzte sich der Angreifer durch und erkämpfte sich einen Platz in der Startelf. Nach und nach erspielte er sich eine Rolle als Schlüsselspieler im System seiner Mannschaft. 2007/08 gelangen ihm 14 Tore, was Teambestwert für diese Spielzeit bedeutete. Seine Leistungen blieben auch anderen europäischen Klub nicht unbemerkt. So kam es, dass er im Juni 2008 vom tschechischen Top-Klub Sparta Prag ausgeliehen wurde. Nach nur einem halben Jahr und vier Erstligapartien entschieden die Verantwortlichen im Februar 2009 den Stürmer wieder nach Celje gehen zu lassen. Nach ein paar Monaten verabschiedete sich Pečnik erneut aus dem slowenischen Fußball und unterzeichnete beim portugiesischen Klub Nacional Funchal. Seit Dezember 2014 spielt er in Japan für verschiedene Verein.

### Nationalmannschaft
Pečnik gab sein Debüt in der slowenischen Nationalmannschaft, nachdem er bereits für deren U-21 aktiv war. So kam er am 1. April 2009, im WM-Qualifikationsspiel gegen Nordirland, zu seinem Debüt im Dress des A-Teams. Ein halbes Jahr darauf, am 10. Oktober, erzielte der Stürmer gegen die Slowakei seinen ersten Treffer für die Nationalmannschaft. Viel wichtiger war jedoch sein Tor kurz vor Schluss bei der 1:2-Niederlage im ersten von zwei Relegationsspielen zur WM 2010 gegen Russland, nachdem das Rückspiel 1:0 gewonnen wurde und das slowenische Team wegen der Auswärtstorregel zur Teilnahme an der Weltmeisterschaft in Südafrika kam. Dort wurde Pečnik in zwei Vorrundenspielen eingewechselt.

## Erfolge
- Serbischer Meister: 2014
- Slowenischer Pokalsieger: 2005

## Sonstiges
Sein Bruder Andrej Pečnik (* 1981) ist ebenfalls Fußballprofi und spielt in der Saison 2017/18 bei NK Dravograd. Zwischen 2004 und 2006 kam er zu insgesamt sechs Einsätzen in der Nationalmannschaft.